# Adam Marciniak
Adam Marciniak, né le 28 septembre 1988 à Łódź, est un footballeur international polonais. Il évolue au poste d'arrière droit avec le club d'Arka Gdynia.

## Biographie

### En club
Adam Marciniak joue plus de 200 matchs en Ekstraklasa.
Il participe aux tours préliminaires de la Ligue Europa avec les clubs de l'AEK Larnaca et de l'Arka Gdynia.

### En équipe nationale
Il participe aux éliminatoires du championnat d'Europe espoirs en 2009 et en 2010.
Adam Marciniak reçoit deux sélections en équipe de Pologne lors de l'année 2013.
Il joue son premier match en équipe nationale le 15 novembre 2013, en amical contre la Slovaquie (défaite 0-2 à Wrocław). Il joue son second match quatre jours plus tard, contre l'Irlande (score : 0-0 à Poznań).

## Palmarès
- Vainqueur de la Coupe de Pologne en 2017 avec l'Arka Gdynia
- Vainqueur de la Supercoupe de Pologne en 2017 avec l'Arka Gdynia